# Leptocnema sulphurea
Leptocnema sulphurea is een hooiwagen uit de familie Gonyleptidae.